# Henry Fleming Decker
Henry Fleming Decker (1930 ) es un botánico y pteridólogo estadounidense que ha desarrollado actividades de exploraciones botánicas a todo Estados Unidos, desde el Departamento de Botánica y del Instituto de Estudios Polares de la Universidad Estatal de Ohio.

## Algunas publicaciones
- thomas r. Soderstrom, henry f. Decker, in Madroño 18: 33-39
- 1968. An anatomic, systematic study of Eragrostis and various related grass genera. 24 pp.

### Libros
- henry f. Decker, jane m. Decker. 1988. Lawn care : a Handbook for Proffessionals. 270 pp. Ed. Prentice Hall, Englewood Cliffs, New Jersey
- 2000. A history of sod production over plastic sheeting. 70 pp.

- La abreviatura «H.F.Decker» se emplea para indicar a Henry Fleming Decker como autoridad en la descripción y clasificación científica de los vegetales.[2]